# Idioma tboli
El tboli es una lengua austronesia. Se habla principalmente en la región filipina de Mindanao Central y es la lengua materna del pueblo tboli. Según el censo de 2000, tiene 95 000 hablantes.